# أنيبيب عصبي

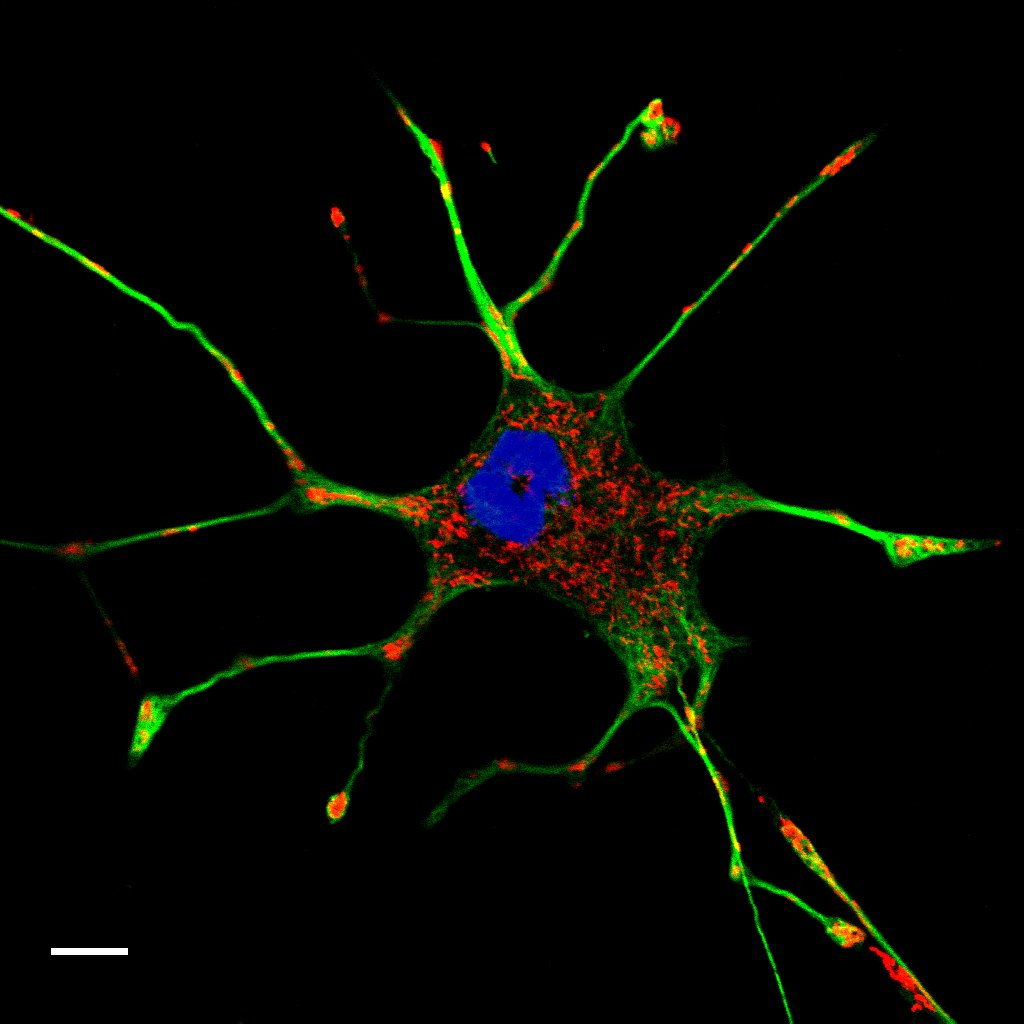
الأنيبيبات العصبية

الأنيبيبات العصبية (بالإنجليزية: Neurotubules) هي أنيبيبات دقيقة توجد في العصبونات في الأنسجة العصبية. تشكل الهيكل الخلوي للعصبونات جنبًا إلى جنب مع الخيوط العصبية وخيوط الأكتين الدقيقة. الأنيبيبات العصبية عبارة عن أسطوانات مجوفة غير مقسمة تتكون من بوليمرات بروتين التيوبيولين ومصفوفات موازية لغشاء البلازما في العصبونات. يبلغ القطر الخارجي للأنيبيبات العصبية نحو 23 نانومتر وقطرها الداخلي، المعروف أيضًا باسم اللب المركزي، نحو 12 نانومتر. تبلغ سماكة جدار الأنيبيبات العصبية نحو 5 نانومتر. ثمة منطقة شفافة غير عاتمة تحيط بالأنيبيب العصبي ويبلغ قطرها نحو 40 نانومتر. على غرار الأنيبيبات الدقيقة، تكون الأنيبيبات العصبية ديناميكية بشكل كبير ويمكن تعديل طولها عن طريق بلمرة ونزع بلمرة التيوبيولين.
على الرغم تشابه الخواص الميكانيكية مع الأنيبيبات الدقيقة، بيد أن الأنيبيبات العصبية تختلف عن الأنيبيبات الدقيقة الموجودة في أنواع الخلايا الأخرى فيما يتعلق بوظائفها وترتيبها داخل الخلايا. معظم الأنيبيبات العصبية لا تتثبت في مركز تنظيم الأنيبيبات الدقيقة (MTOC) كالأنيبيبات الدقيقة العادية. بدلًا من ذلك، تُحرر كي تُنقل إلى التغصنات والمحاوير بعد تنويها في الجسيم المركزي. لذلك، ينتهي طرفا الأنيبيب العصبي في السيتوبلازم.
الأنيبيبات العصبية ضرورية في العمليات الخلوية المختلفة في العصبونات. تساعد في الحفاظ على شكل العصبونات وتوفر الدعم الميكانيكي مع الخيوط العصبية. تساعد الأنيبيبات العصبية أيضًا في نقل العضيات والحويصلات الحاوية على النواقل العصبية والرنا المرسال والجزيئات الأخرى داخل الخلوية ضمن العصبونات.

## البنية والديناميكية

### التركيب
كالأنيبيبات الدقيقة، تتكون الأنيبيبات العصبية من بوليمرات بروتينية، ألفا-تيوبيلوين وبيتا-تيوبيولين، وهي عبارة عن بروتينات كروية مرتبطة ارتباطًا وثيقًا. تنضم معًا لتشكيل مثنوي يسمى التيوبيولين. تتكون الأنيبيبات العصبية عمومًا من تجمع 13 خيطًا بدئيًا مبلمر من مثنويات التيوبيولين. نظرًا لأن مثنوي التيوبيولين يتكون من جزيء ألفا-تيوبيلوين وجزيء بيتا-تيوبيولين، فإن أحد طرفي الأنيبيب العصبي سينتهي مع ألفا-تيوبيلوين والطرف الآخر مع بيتا-تيوبيولين، لذلك تساهم هاتين النهايتين في استقطابية الأنيبيب العصبي، طرف موجب (+) وآخر سالب (-). تظهر وحدة البيتا-تيوبيولين على الطرف الموجب (+). يختلف الطرفان في معدل نموهما: الطرف الموجب (+) سريع النمو بينما الطرف السالب (-) فبطيء النمو. كلا الطرفين يتمتعان بمعدل خاص لبلمرة ونزع بلمرة مثنويات التيوبيولين، وتتسبب البلمرة الصافية في تجميع التيوبيولين، ومن ثم تشكيل طول الأنيبيبات العصبية.

### عدم الاستقرار الديناميكي
يُنظم نمو الأنيبيبات العصبية من خلال خاصية عدم الاستقرار الديناميكي. تتميز بمراحل واضحة من التمدد والانكماش السريع. يُدعى الانتقال من التمدد إلى الانكماش السريع «كارثة». ويسمى العكس «الإنقاذ».

### مصفوفات الأنيبيبات العصبية المستقطبة
تمتلك العصبونات شبكة أنيبيبات عصبية مستقطبة. على غرار الاتجاه العام للأنيبيبات الدقيقة في أنواع الخلايا الأخرى، تحتوي محاوير معظم العصبونات على أنيبيبات عصبية ذات طرف موجب (+) يتجه بتجانس نحو النهاية المحورية، وطرف سالب (-) موجه نحو جسم الخلية. من ناحية أخرى، تحتوي التغصنات على أنيبيبات عصبية ذات استقطابات مختلطة. توجه نصف الأنيبيبات طرفها الموجب (+) نحو القمة التغصنية والنصف الآخر يوجهه نحو جسم الخلية، وهذا ما يذكرنا بمصفوفة الأنيبيبات الدقيقة المضادة للتوازي الخاصة بالمغزل الانقسامي.
تشكل شبكة الأنيبيبات العصبية المستقطبة الأساس لتمرير الجزئيات الانتقائي إلى المحاوير والتغصنات. على سبيل المثال، عندما تحدث طفرات في بروتين الداينين، وهو بروتين حركي مهم في الحفاظ على الاتجاه المنتظم للأنيبيبات العصبية المحورية، تختلط استقطابية الأنيبيبات العصبية في المحوار. نتيجة لذلك، تُمرر البروتينات التغصنية خطًا إلى المحاوير.
بالنسبة العصبونات غير المستقطبة، تتضمن محاوير العصبونات 80% أنيبيبات العصبية ذات طرف موجب (+) يواجه النهاية المحورية.

## النقل المحواري
الأنيبيبات العصبية مسؤولة عن تمرير المواد داخل الخلايا. تُنقل المواد عبر البروتينات الحركية التي تستخدم الأنيبيبات العصبية «كمسار» لها. يمكن تصنيف النقل المحواري وفقًا للسرعة، سريعًا أو بطيئًا، ووفقًا للاتجاه، تقدمي أو رجوعي.

### النقل المحوري السريع والبطيء
تُنقل الجزيئات بمعدل سريع أو بمعدل بطيء. يبلغ معدل النقل المحوري السريع 50-500 ملم في اليوم، بينما وُجد أن النقل المحوري البطيء يبلغ 0.4 ملم في اليوم لدى الأسماك الذهبية، و1-10 ملم في اليوم في أعصاب الثدييات. يساهم نقل البروتينات غير الذوابة في الحركة السريعة بينما يُنقل ما يصل إلى 40%-50% بروتينات ذوابة بالنقل البطيء. تعتمد سرعة النقل على أنواع الجزيئات المراد نقلها. تُنقل المغذيات العصبية، وهي عائلة من البروتينات المهمة لبُقيا العصبونات، وكذلك العضيات، كالميتاكوندريا والجسيمات الداخلية، بالنقل السريع. في المقابل، تُنقل البروتينات الهيكلية مثل التيوبيولين والوحدات الفرعية للخيوط العصبية بمعدل نقل أبطأ. يمكن للبروتينات المنقولة من النخاع الشوكي إلى القدم أن تستغرق حتى عام كامل لإكمال الرحلة.

### النقل التقدمي والنقل الرجوعي
يشير النقل التقدمي إلى نقل الجزيئات من الطرف السالب (-) إلى الطرف الموجب (+)، في حين أن النقل الرجوعي يكون في الاتجاه المعاكس. غالبًا ما يكون النقل التقدمي من جسم الخلية إلى محيط الخلية العصبية، في حين أن النقل الرجوعي يجلب العضيات والحويصلات بعيدًا عن النهاية المحوارية إلى جسم الخلية.
يُنظم النقل التقدمي بواسطة بروتينات الكينيسين، وهي فئة من البروتينات الحركية. تحتوي الكينيسينات على نطاقين رأسيين يعملان معًا كالقدمين - يرتبط أحدهما بالأنيبيبات العصبية، ثم يرتبط الآخر بالتزامن مع انفصال الأول. يزيد ربط جزيء ATP من ألفة كينيسينات الأنيبيبات العصبية. عندما يرتبط جزيء ATP بنطاق رأسي واحد، يُحرض تغيير تكويني في النطاق، ما يؤدي إلى ارتباطه الوثيق على الأنيبيب العصبي. ثم يرتبط جزيءATP آخر بنطاق رأسي آخر بالتزامن مع تحلل الجزيء السابق ويُفصل النطاق. تتكرر العملية نفسها على شكل دورات بحيث تتحرك الكينيسينات على طول الأنيبيبات العصبية مع العضيات والحويصلات بالجزيئات التي تحملها.
يُنظم النقل الرجوعي بواسطة بروتينات الداينين، وهي أيضًا فئة من البروتينات الحركية. تشترك مع الكينيسينات في البنية الهيكلية المتشابهة وكذلك آلية النقل. تُنقل الجزيئات من المحيط إلى جسم الخلية في الخلايا العصبية.

## البروتينات المرتبطة بالأنيبيبات الدقيقة
البروتينات المرتبطة بالأنيبيبات الدقيقة (MAPs) هي بروتينات تتفاعل مع الأنيبيبات الدقيقة من خلال الارتباط بوحدات التيوبيولين الفرعية وتنظيم استقرارها. تختلف MAPs المكونة للأنيبيبات العصبية بشكل ملحوظ عن الأنيبيبات الدقيقة للخلايا غير العصبية. على سبيل المثال، توجد بروتينات MAPs النوع الثاني في الخلايا العصبية بشكل حصري دونًا عن الخلايا الأخرى. أكثرها دراسةً بروتين MAP2 وبروتين تاو.
تنتشر MAPs بشكل تفاضلي داخل السيتوبلازم العصبي. يختلف توزعها عبر مراحل مختلفة من تطور الخلايا العصبية أيضًا. ثمة نظير بروتيني فتيّ للبروتين MAP2 على الأنيبيبات العصبية للمحاوير والتغصنات في الخلايا العصبية النامية، لكنه يخضع للتنظيم بالإنقاص مع نضوج العصبونات. يملأ النظير البروتين البالغ للبروتين MAP2 الأنيبيبات العصبية للتغصنات ويكاد يكون غائبًا عن الأنيبيبات العصبية المحوارية. في المقابل، يغيب بروتين تاو في الأنيبيبات العصبية التغصنية ويقتصر وجوده على الأنيبيبات العصبية المحوارية. إن ربط البروتين تاو بالأنيبيبات العصبية يتطلب فسفرته في مواقع معينة. في العصبونات السليمة، لا تحدث هذه العملية بدرجة كبيرة في التغصنات، ما يتسبب بغياب تاو على مستوى الأنيبيبات العصبية التغصنية. يعمل ربط تاو بالنظائر البروتينية المختلفة ومستويات الفسفرة على تنظيم استقرار الأنيبيب العصبي. وُجد أن الأنيبيبات العصبية في الجهاز العصبي المركزي الجنيني تحتوي على بروتين تاو عالي الفسفرة أكثر من البالغين. بالإضافة إلى ذلك، فإن بروتين تاو مسؤول عن تحزيم الأنيبيبات العصبية.
بروتينات النهاية الموجبة للأنيبيبات الدقيقة التتبعية (+TIPs) هي نوع من بروتينات MAPs التي تتراكم في الطرف الموجب للأنيبيبات الدقيقة. في الأنيبيبات العصبية، تتحكم (+TIPs) في ديناميات الأنيبيبات العصبية واتجاه النمو والتفاعل مع مكونات قشرة الخلية. تُعتبر ضرورية للاستطالات المحوارية وتوجيه نمو المحوار.
عُثر في الأنيبيبات العصبية على العديد من بروتينات MAPs غير الخاصة بالخلايا العصبية مثل MAP1B وMAP6. علاوة على ذلك، يؤمن التفاعل بين الأكتين وبعض بروتينات MAPs رابطًا محتملًا بين الأنيبيبات العصبية وخيوط الأكتين.